# Azem Vllasi
Azem Vllasi (23. prosince 1948, Rubovac, poblíž Kosovské Kamenice) je kosovskoalbánský politik a právník. V době existence socialistické Jugoslávie patřil k vysoce postaveným komunistickým funkcionářům.
Vllasi vystudoval práva na Prištinské univerzitě. Už v polovině 70. let byl předsedou SKOJ, později zastával četné další funkce. V roce 1986 se stal předsedou Svazu komunistů Kosova. Nedlouho před demonstracemi v březnu 1981 (ve kterých studenti hlásali v ulicích Prištiny otevřeně nacionalistická hesla) veřejně odsoudil režim Envera Hodži. Jeho úspěšnou politickou kariéru ovšem pokazily turbulentní vztahy mezi Albánci a Srby v Kosovu na konci 80. let.
Mezi odbojným kosovskoalbánským obyvatelstvem byl delší dobu vnímán jako zaprodanec jugoslávského režimu, nicméně jakmile se dostal do sporu se Slobodanem Miloševićem (v průběhu roku 1988), získal mezi kosovskou většinou značnou podporu. Vllasi se jasně postavil proti případným změnám tehdejšího vedení SKS, které především chtělo omezit autonomii SAO Kosovo. Pro kosovské Albánce, jejichž vztah ke Slobodanu Miloševićovi byl značně nepřátelský, se stal hrdinou. Během tzv. protibyrokratické revoluce byl nicméně z vysokých stranických funkcí odvolán a nahrazen Bělehradu loajálnějším Rahmanem Morinou. V únoru 1989 navštívil stávku horníků ve Starém Trgu, která akcelerovala jugoslávskou krizi a donutila Předsednictvo SFRJ vyhlásit v oblasti mimořádný stav. Jen o den později byl zatčen a o několik měsíců později souzen za kontrarevoluční činnost. Soudní proces s Vllasim byl považován za značně zmanipulovaný a typický spíše pro politické procesy z Jugoslávie 50. let. Soud se konal v malé místnosti v Titově Mitrovici a byl záměrně protahován, ačkoliv během jeho průběhu bylo stále zřejmější, že nebude možné Vllasimu dokázat obvinění. Pro nedostatek důkazů byl nakonec v dubnu roku 1990 propuštěn.
Nedlouho po vyhlášení nezávislého Kosova pracoval jako poradce tamější vlády.[zdroj?]